# Andrew Gregg Curtin
Andrew Gregg Curtin (Bellefonte (Pennsylvania), 22 april 1817 – idem, 7 oktober 1894) was een Amerikaans politicus. Hij was gouverneur van Pennsylvania, lid van het Huis van Afgevaardigden en ambassadeur naar Rusland.

## Levensloop
Curtin groeide op in een welvarende familie van Ierse afkomst. Zijn grootvader en naamgenoot was lid van de Senaat. Hij studeerde rechten aan Dickinson College en ging vervolgens aan de slag als advocaat. In 1855 benoemde gouverneur James Pollock hem als opzichter van de publieke scholen in de staat Pennsylvania. Curtin was actief voor de Whigs, maar toen deze partij uit elkaar viel, maakte hij de overstap naar de nieuw gevormde Republikeinse Partij. In 1860 stelde hij zich met succes kandidaat voor het gouverneurschap van Pennsylvania.
Als gouverneur stond Curtin vierkant achter president Abraham Lincoln na de uitbraak van de Amerikaanse Burgeroorlog. Mede door zijn inzet leverde Pennsylvania bovengemiddeld veel manschappen aan het Unieleger. Tijdens de Gettysburgveldtocht werkte hij nauw samen met majoor-generaal Darius Couch om te voorkomen dat het Confederatieleger van Robert E. Lee de rivier de Susquehanna kon oversteken. Na de Slag bij Gettysburg stond hij aan de basis van de aanleg van het Gettysburg National Cemetery. Hij had zitting op het platform toen Lincoln het beroemd geworden Gettysburg Address uitsprak.
Als gevolg van de oorlog had Curtin had verschillende inzinkingen. Zijn rechterhand Eli Slifer nam steeds meer werk over. President Lincoln bood hem een diplomatieke positie aan, maar in plaats daarvan stelde Curtin zich in 1863, wederom met succes, herkiesbaar als gouverneur. Na de oorlog stelde hij zich kandidaat voor de Senaat. Zijn partijgenoten gaven uiteindelijk de voorkeur aan voormalig senator en minister van Oorlog Simon Cameron. In 1869 benoemde president Ulysses Grant hem als ambassadeur naar Rusland. Later stapte Curtin over naar de Democratische Partij. Namens die partij had hij van 1881 tot 1887 zitting in het Huis van Afgevaardigden.
- Gemeinsame Normdatei: 1168911028
- International Standard Name Identifier: 0000 0000 5088 9339
- Library of Congress Control Number: nr92016964
- National Archives and Records Administration: 10573154
- Biographical Directory of the United States Congress: C001004
- Virtual International Authority File: 22005069
- WorldCat: E39PBJfmvvkgDb396KtdYQCJDq